# ジョジョ (歌手)
ジョジョ（JoJo、本名：ジョアンナ・レヴェック (Joanna Levesque)、1990年12月20日 - ）はアメリカ合衆国のポップ/R&Bシンガー・ソングライター、音楽プロデューサー、女優。2004年にリリースしたデビューアルバム『ジョジョ』(JoJo)でメジャーデビューを果たした。

## 略歴
- 1990年にバーモント州のブラットルボローで生まれる。イングランド、ポーランド、スコットランド、フランス、（母親はアイルランド人とアメリカインディアンのハーフ）の血を引いている。その後ボストン郊外で育ったが、家が貧しかったためワンルームのアパートで過ごしていた。また、彼女が3歳の時に両親が離婚し、母親と共にニュージャージー州に移り住んだ。
- 母親の歌っていた童謡や賛美歌などを、2歳の時には自分でアレンジして歌っていたという。
- 6歳の時にCBSテレビの子供向けオーディション番組に出演し、アレサ・フランクリンのヒット曲「リスペクト」を披露。主催者であったビル・コスビーをはじめとする多くの観客から賞賛を浴びる。これをきっかけに、著名なアーティストのプロデューサーを務めるヴィンセント・ハーバートの目にとまり、Blackground Recordsと契約することとなる。
- 2004年にデビューシングル『Leave (Get Out)』をリリース。ビルボード・チャート最高12位。 MTV Video Music Awards のBest New Artistに最年少でノミネートされる。
- 同年7月にはデビューアルバム『ジョジョ』(JoJo)をリリース。ビルボード・アルバムチャート最高4位。
- 2006年に雑誌Teen Peopleが発表した、'06年の「25歳以下のホットなスター25人」の一人に選ばれた。また、5月には楽曲『Leave (Get Out)』で「第54回 2006 BMI Pop Awards」を受賞。
- 同年10月、2ndアルバム『ザ・ハイ・ロード』(The High Road)をリリース。最高3位。同アルバムからシングルカットされた『トゥ・リトル・トゥ・レイト』(Too Little Too Late)は、最高3位を記録し、自身のシングルの中で最もヒットした。
- 2018年4月21日、神奈川県厚木基地のスプリングフェスにおいて、午前と午後の二回にわたりミニコンサートを披露した。

## 私生活
- 2005年5月から2006年9月までサッカー選手のフレディー・アドゥーと交際していた。

## ディスコグラフィー

### アルバム
| 年                                        | タイトル      | アルバム詳細 | チャート最高位 | チャート最高位 | チャート最高位 | チャート最高位 | チャート最高位 | チャート最高位 | チャート最高位 | チャート最高位 | チャート最高位 | チャート最高位 | 認定                                                          |
| 年                                        | タイトル      | アルバム詳細 | US             | AUS            | BEL            | CAN            | GER            | IRE            | JPN            | NZ             | SWI            | UK             | 認定                                                          |
| ----------------------------------------- | ------------- | --- | -------------- | -------------- | -------------- | -------------- | -------------- | -------------- | -------------- | -------------- | -------------- | -------------- | ------------------------------------------------------------- |
| 2004                                      | JoJo          | - 発売日: 2004年6月22日 - レーベル: Blackground, Universal - フォーマット: CD, LP, digital download - 全米売上: 150万枚 | 4              | 86             | —              | 23             | 54             | 70             | 30             | 36             | 30             | 22             | - US: プラチナ - CAN: プラチナ - GER: ゴールド - UK: ゴールド |
| 2006                                      | The High Road | - 発売日: 2006年10月17日 - レーベル: Blackground, Universal - フォーマット: CD, LP, digital download - 全米売上: 60万枚 | 3              | —              | 94             | 12             | —              | 94             | 45             | —              | 96             | 24             | - US: ゴールド - CAN: ゴールド - UK: ゴールド                 |
| 2016                                      | Mad Love      | - 発売日: 2016年10月14日 - レーベル: Atlantic - フォーマット: CD, LP, digital download - 全米売上: 1.9万枚              | 6              | 48             | 126            | 22             | —              | 70             | —              | —              | —              | 46             |                                                               |
| "—"は未発売またはチャート圏外を意味する。 |               | |                |                |                |                |                |                |                |                |                |                |                                                               |

## 出演（映画）
- 愛しのアクアマリン Aquamarine（Hailey役）- 2006年
- RV RV（Cassie Munro役）- 2006年